# Perales de Tajuña
Perales de Tajuña er en by og kommune i det centrale Spanien i Madrid-regionen. Den har et indbyggertal på 3.207 (2024) indbyggere.